# همدستی با نیروهای محور
در درون کشورهایی که در جریان جنگ جهانی دوم به اشغال نیروهای محور درآمدند، برخی از شهروندان و سازمان‌ها، به دلایل گوناگونی همچون ملی‌گرایی، نفرت قومی، ضدیت با کمونیسم، یهودستیزی، فرصت‌طلبی، دفاع از خود یا اغلب ترکیبی از همه این‌ها، آگاهانه با نیروهای محور همدستی کردند. برخی ازاین همدستان مرتکب جنایات جنگی، جنایات علیه بشریت یا قساوت‌های هولوکاست شدند.
همدستی با دشمن به عنوان همکاری میان عناصر جمعیتی یک کشور مغلوب و نمایندگان یک قدرت پیروز تعریف شده‌است. استنلی هافمن همدستی را به موارد غیرداوطلبانه (تشخیص با اکراه ضرورت) و داوطلبانه (بهره‌برداری از ضرورت) تقسیم کرده‌است. از دید هافمن، همدست‌گرایی را می‌توان به «در خدمت بودن» و «ایدئولوژیک» تقسیم کرد؛ اولی خدمت عمدی به دشمن است، در حالی که دومی هواداری عمدی از همدستی با یک نیروی خارجی است که به عنوان قهرمان تحولات داخلی مطلوب تلقی می‌شود. در مقابل، برترام گوردون به ترتیب از اصطلاحات «همدست» و «همدست‌گرا» در رابطه با همکاری‌های غیرایدئولوژیک و ایدئولوژیک استفاده می‌کند.

## همدستی بر پایه کشور

### آلبانی
پس از حمله‌ایتالیا به آلبانی، ارتش سلطنتی آلبانی، پلیس و ژاندارمری آن در نیروهای مسلح ایتالیا در اداره تازه تأسیس آلبانی تحت‌الحمایه ایتالیا ادغام شدند. گروهی شبه‌نظامی از فاشیست‌های آلبانیایی نیز تشکیل شد؛ در بخش یوگسلاو کوزوو، آن‌ها گروهی به نام وولنتاری را تشکیل دادند که گروهی شبه‌نظامی از داوطلبان آلبانیایی‌تبار کوزوو بود. عناصر آلبانیایی‌تبار نیروهای مسلح ایتالیا در حمله ایتالیا به یونان و حمله نیروهای محور به رهبری آلمان به یوگسلاوی شرکت کردند. پس از تسلیم ایتالیا، آلمانی‌ها وارد عمل شدند و واحدهای همدست بیشتری را، مانند هنگ‌های داوطلبی پلیس و یک گروه شبه‌نظامی ملی، ایجاد کردند. در کوزووی ضمیمه شده به خاک آلبانی، آلمانی‌ها هنگ کوزوو را از درون نیروهای بالی کمبتار ایجاد کردند. در آوریل ۱۹۴۳، رایشسفورر-اس‌اس هاینریش هیملر لشکری از آلبانیایی‌ها با نام لشکر بیست و یکم مسلح کوهستانی اس‌اس اسکندربیگ تشکیل داد. تا ژوئن ۱۹۴۴، توان نظامی‌این لشکر در برابر پارتیزان‌های آلبانیایی و یوگسلاو ضعیف تلقی می‌شد، و پس از اشغال آلبانی توسط آلمان وایجاد دولت دست‌نشانده آلبانی، تا نوامبر ۱۹۴۴این گروه منحل شد. کادر باقیمانده، که اکنون Kampfgruppe Skanderbeg نامیده می‌شود، به لشکر هفتم داوطلب کوهستانی اس‌اس پرینس اویگن منتقل شد و در آنجا در دسامبر ۱۹۴۴ با موفقیت در اقدامات علیه پارتیزان‌های یوسیپ بروز تیتو شرکت کردند. نشان‌این لشکر یک عقاب سیاه آلبانیایی بود.

### استرالیا
کمینه چهار و احتمالاً پنج اسیر استرالیایی در حبس نیروهای محور داوطلبانه برای لشکر آزاد بریتانیا (BFC)، از جمله واحدهای وافن اس‌اس، خدمت کردند. سه نفر از چهار مردی که هویت آنها مشخص شده‌است، اعضای گردان دو/سی و دوم نیروی دوم امپراتوری استرالیا بودند و دیگری دریانوردی بازرگان بود. پس از جنگ،این سه سرباز ادعا کردند که آن‌ها به عنوان بخشی از تلاش برای فرار از بازداشت آلمان به BFC پیوسته‌اند، و بازرگان دریایی نیز گفت که پس از آنکه رابطه او با یک زن آلمانی هویدا شد، به او گفته شد که می‌بایست میان «داوطلب» شدن برای پیوستن به BFC یا فرستاده شدن به اردوگاه کار اجباری یکی را انتخاب کند. یکی از سربازان و دریانورد به جرم همدستی با دشمن محکوم و پس از جنگ به زندان افتادند. دو سرباز دیگر اما مجازات نشدند.

## بلژیک
بلژیک در مه ۱۹۴۰ مورد حمله آلمان نازی قرار گرفت و تا پایان سال ۱۹۴۴ در اشغال آلمان بود.
همدستی سیاسی در سراسر منطقه‌های زبانی بلژیکی اشکال گوناگونی داشت. در فلاندر هلندی‌زبان، فلامش ناشیونال فربونت (اتحادیه ملی فلمیش یا VNV)، یک حزب اقتدارگرا و بخشی از جنبش فلمیش پیش از جنگ، به بخشی از استراتژی اشغال آلمان تبدیل شد و سیاستمداران VNV به سمت‌های فرمانداری مدنی بلژیک گماشته شدند. موضع نسبتاً معتدل VNV بعدها در طول جنگ باعث کمرنگ‌تر شدن نقش‌این حزب به سود جنبش رادیکال‌تر و هوادار آلمان DeVlag شد. در والونی فرانسوی‌زبان، حزب رکسیست لئون دگرل، یک حزب سیاسی فاشیست اقتدارگرا و کاتولیک پیش از جنگ، معادل والونی VNV شد، اگرچه موضع ملی‌گرایانه بلژیکی رکس، آن را در تضاد با ناسیونالیسم فلاندری VNV و فلامن‌پولیتیک آلمانی قرار می‌داد. رکس پس از سال ۱۹۴۱ به شکل فزاینده‌ای رادیکال شد و خود را بخشی از وافن اس‌اس اعلام کرد. پس از حمله آلمان به اتحاد جماهیر شوروی، رکس به‌ایجاد یک واحد نظامی به نام لشکر والون برای جنگیدن در کنار نیروهای آلمانی در جبهه شرقی، کمک کرد و یک لشکر فلمیش مشابه در فلاندرایجاد شد. هر دواین‌ها به عنوان تشکیلاتی درون ارتش منظم آلمان آغاز شدند اما سرانجام بخشی از وافن اس‌اس شدند.
اگرچه جکومت بلژیک پیش از جنگ در سال ۱۹۴۰ به تبعید رفت، اما خدمات مدنی بلژیک برای بیشتر دوران اشغال در جای خود باقی ماند. کمیته دبیران کل، یک هیئت اداری از کارمندان دولت، برای هماهنگی فعالیت‌های دولت‌ایجاد شد و اگرچه هدف آن بود که هیئت نهادی کاملاً فن‌سالار باشد، اما به کمک در اجرای سیاست‌های اشغالگرانه آلمان متهم شد. پلیس بلژیک نیز به همکاری در دوران اشغال به ویژه در هولوکاست در بلژیک متهم شده‌است.

## چکسلواکی
با انضمام چکسلواکی به خاک آلمان میان سال‌های ۱۹۳۸ و ۱۹۳۹،این کشور تقسیم شد. بیشتر قسمت چک چکسلواکی پیش از جنگ بوهم و موراویا را تشکیل دادند، و کشوری تحت‌الحمایه آلمان نازی شدند. کشور تحت‌الحمایه نیروهای نظامی ویژه خود را داشت؛ از جمله ۱۲ گردان «ارتش حکومتی»، پلیس و ژاندارمری. اکثر اعضای ارتش حکومتی در سال ۱۹۴۴ به عنوان نیروهای کار ماهر و نگهبان به شمال‌ایتالیا فرستاده شدند.اینکه ارتش حکومتی را می‌توان همدست آلمان دانیست یا نه مورد بحث قرار گرفته‌است.
افسر فرمانده آن، یاروسلاو امینگر، پس از جنگ جهانی دوم به اتهام همدستی مورد محاکمه قرار گرفت ولی تبرئه شد. برخی از اعضای‌این نیرو همزمان با خدمت در ارتش به درگیری با عملیات مقاومت مشغول بودند، و عده‌ای دیگر از اعضای ارتش نیز به قیام پراگ پیوستند.